# Mi primer amor de verdad

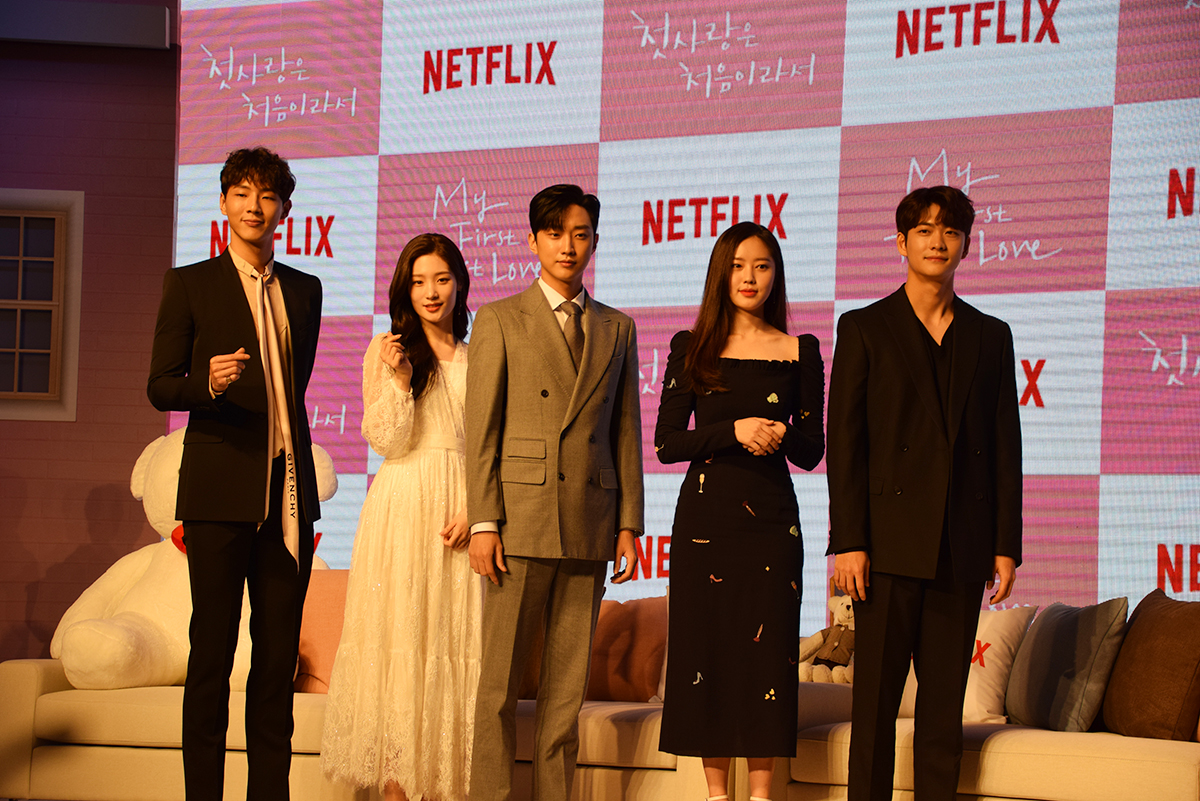
Actores protagonistas de la serie de televisión surcoreana: Mi primer amor de verdad.

Mi primer amor de verdad, es una serie de televisión surcoreana protagonizada por Ji Soo, Jung Chae-yeon y Jung Jin-young; la primera temporada fue transmitida del 18 de abril al 26 de julio de 2019 a través de Netflix. El 26 de julio del 2019 fue estrenada la segunda temporada.

## Argumento
La serie retratará el primer amor y la amistad, siguiendo a un par de amigos que se encuentran en sus 20 años y que al inicio son estrictamente platónicos, sin embargo poco a poco el joven comenzará a darse cuenta de que está enamorado de su amiga, ambos asisten a la misma universidad, sin embargo las cosas empiezan a complicarse, cuando la joven comienza a desarrollar sentimientos por el mejor amigo del joven.
Los tres amigos pasarán un proceso de construcción de sus sueños, el amor y la amistad.

## Reparto

### Personajes principales
- Ji Soo como Yoon Tae-oh.
- Jung Chae-yeon como Han Song-yi.
- Jung Jin-young como Seo Do-hyun.
- Kang Tae-oh como Choi Hoon.[7]
- Choi Ri como Oh Ka-rin.[8]

### Personajes secundarios
- Hong Ji-yoon como Ryoo Se-hyun[9][10]
- Jung Si-ah como la madrastra de Tae-oh[11]
- Yoon Da-hoon como Yoon Jung-kil, el padre de Tae-oh.
- Park Soo-young como el padre de Do-hyun.
- Yoon Bok-in como la madre de Song-yi.
- Jeon Soo-kyung como la madre de Ka-rin.
- Kim Jae-yong como Dae-geon.
- Jo Seung-yeon como Choi Seok-hwan, el padre de Hoon.
- Oh Young shil como la madre de Hoon.
- Park Yoo rim como Choi Min-ah, como la amiga y compañera de clases de Song-yi.
- Lee Ju-Eun como la amiga de Song-yi.
- Ji Woo.[12]

## Episodios
La primera temporada de la serie estuvo conformada por 8 episodios, al igual la segunda temporada.

### Temporadas
| Temporada | Temporada | Episodios | Episodios | Emisión original    | Emisión original    |
| --------- | --------- | --------- | --------- | ------------------- | ------------------- |
|           | 1         | 8         | 8         | 18 de abril de 2019 | 18 de abril de 2019 |
|           | 2         | 8         | 8         | 26 de julio de 2019 | 26 de julio de 2019 |

## Producción
La serie fue dirigida por Oh Jin-suk y contó con el apoyo del productor ejecutivo Lee Sang-baek.[cita requerida]
En julio de 2018 se anunció que el actor Ji Soo estaba en pláticas para unirse al elenco principal de la serie, en septiembre del mismo año se confirmó que se había unido.[cita requerida]
La serie fue preproducida, el rodaje comenzó en septiembre de 2018 y finalizó en enero de 2019.
Contó con el apoyo de la compañía de producción "AStory" y fue emitida a través de Netflix.[cita requerida]